# Faut qu'ça gaze !
Pour plus de détails, voir Fiche technique et Distribution.
Faut qu'ça gaze ! (I due della Formula Uno) est une comédie italienne avec Franco et Ciccio réalisée par Osvaldo Civirani et sortie en 1971.

## Synopsis
Franco et Ciccio, réparateurs automobiles maladroits, parviennent à sauver l'industriel Ambrogio Barillà du suicide, désespéré par l'enlèvement du chauffeur Gonzales, as de son équipe de pilotes de course. Ciccio a une idée : puisque Franco ressemble beaucoup à Gonzales, c'est lui qui le remplacera en course. Les ravisseurs de Gonzales sont déconcertés par la présence de Franco, et plus encore quand ils constatent ses talents de pilote...

## Fiche technique
Sauf indication contraire, les informations mentionnées dans cette section peuvent être confirmées par la base de données cinématographiques IMDb,  présente dans la section « Liens externes ».
- Titre français : Faut qu'ça gaze ![1]
- Titre original : I due della Formula Uno ou I due della formula uno alla corsa più pazza pazza del mondo[2]
- Réalisation : Osvaldo Civirani
- Scénario : Osvaldo Civirani, Tito Carpi (it), Amedeo Sollazzo (it)
- Photographie : Walter Civirani
- Montage : Mauro Contini
- Musique : Stelvio Cipriani, Viostel
- Sociétés de production : Cine Escalation, Rewind Film
- Pays de production :  Italie
- Langue de tournage : italien
- Format : Couleur (Technicolor) - 2,35:1 - Son mono - 35 mm
- Durée : 94 minutes (1h34)
- Genre : Comédie[2]
- Dates de sortie :
  - Italie : 11 août 1971
  - France : 1972[1]

## Distribution
- Franco Franchi : Franco / Pepito Gonzales
- Ciccio Ingrassia : Ciccio
- Marisa Traversi (it) : Mariposa
- Umberto D'Orsi : Ambrogio Parillà
- Luciano Pigozzi : Herzog
- Pia Velsi (it)
- Memmo Carotenuto : L'agent de circulation
- Dante Cleri (it) : Un client
- Vito Pecory
- Loredana Savelli
- Natale Tulli (it) : Un sbire de Herzog